# Mariam Dalakischwili
Mariam Dalakischwili (georgisch მარიამ დალაქიშვილი, englische Transkription: Mariam Dalakishvili; * 7. November 2001 in Tiflis) ist eine georgische Tennisspielerin.

## Karriere
Dalakischwili begann mit fünf Jahren das Tennisspielen und ihr bevorzugter Belag ist der Sandplatz. Sie spielt vorrangig auf der ITF Women’s World Tennis Tour, wo sie bislang einen Titel im Doppel gewinnen konnte.
2018 trat sie bei allen vier Grand-Slam-Turnieren sowohl im Juniorinneneinzel, als auch im Juniorinnendoppel an. Bei den Australian Open und den French Open konnte sie im Einzel jeweils die zweite Runde erreichen, während sie in Wimbledon und bei den US Open jeweils bereits in der ersten Runde scheiterte. Auch im Doppel konnte sie mit wechselnden Doppelpartnerinnen bei keinem der vier Turniere in die zweite Runde vorstoßen.
2019 scheiterte sie beim ITF Future Nord 2019 bereits in der ersten Runde des Dameneinzels.
2021 gab Dalakischwili ihr Debüt in der georgischen Fed-Cup-Mannschaft, wo sie bislang ein Doppel bestritt, das sie auch gewann.

## Turniersiege

### Doppel
| Nr. | Datum              | Turnier | Kategorie | Belag | Partnerin          | Finalgegnerinnen                      | Ergebnis |
| --- | ------------------ | ------- | --------- | ----- | ------------------ | ------------------------------------- | -------- |
| 1.  | 11. September 2021 | Kairo   | ITF W15   | Sand  | Wiktorija Petrenko | Punnin Kovapitukted Alessandra Simone | 6:1, 6:2 |